# Frisco Bowl
Ne doit pas être confondu avec le Frisco Football Classic joué le 23 décembre 2021.
Le Frisco Bowl est un match de football américain de niveau universitaire certifié par la NCAA et dont la première édition a  lieu le 20 décembre 2017 après la saison régulière de 2017,.
Le 21 avril 2017, la NCAA annonce que le Miami Beach Bowl (géré et propriété de l'American Athletic Conference) est vendu à ESPN Events et que le match est relocalisé à Frisco, Texas pour être joué au Toyota Stadium après la saison régulière de 2017.
Le Frisco Bowl 2020 prévoyait de mettre en présence les Mustangs de SMU et les Roadrunners de l'UTSA,. Deux jours après l'annonce de la sélection de ces deux équipes, le match est annulé à la suite de la pandémie de Covid-19, trop de cas positifs ayant été relevés au sein de l'équipe de SMU,.

## Lien avec les conférences
La match inaugural a opposé une équipe issue de l'AAC (The American) à une équipe de la C-USA. Le projet initial avait été d'opposer une équipe de l'AAC à une équipe de la Sun Belt en 2017 et 2019, et à une équipe de la MAC en 2018.

## Anciens logos

Logo originel 2017 sans sponsoring.
Logo du bowl 2018.
Logo de 2019 à 2022.

## Palmarès
| Dates            | Vainqueurs                                                            | Scores                                                                | Perdants                                                              | Assistances                                                           | Conférences                                                           | Notes |
| ---------------- | --------------------------------------------------------------------- | --------------------------------------------------------------------- | --------------------------------------------------------------------- | --------------------------------------------------------------------- | --------------------------------------------------------------------- | ----- |
| 20 décembre 2017 | Louisiana Tech (6-6)                                                  | 51 - 10                                                               | SMU (7-5)                                                             | 14 419                                                                | C-USA - AAC                                                           | Note  |
| 19 décembre 2018 | Ohio (8-4)                                                            | 27 - 0                                                                | San Diego State (7-5)                                                 | 11 029                                                                | MAC - MWC                                                             | Note  |
| 20 décembre 2019 | Kent State (6-6)                                                      | 51 - 41                                                               | Utah State (7-5)                                                      | 12 120                                                                | MAC - MWC                                                             | Note  |
| 19 décembre 2020 | SMU (7-3) vs UTSA (7-4) annulé à la suite de la pandémie de Covid-19, | SMU (7-3) vs UTSA (7-4) annulé à la suite de la pandémie de Covid-19, | SMU (7-3) vs UTSA (7-4) annulé à la suite de la pandémie de Covid-19, | SMU (7-3) vs UTSA (7-4) annulé à la suite de la pandémie de Covid-19, | SMU (7-3) vs UTSA (7-4) annulé à la suite de la pandémie de Covid-19, | Note  |
| 21 décembre 2021 | San Diego State (11-2)                                                | 38 - 24                                                               | UTSA (12-1)                                                           | 15 801                                                                | MWC - C USA                                                           | Note  |
| 17 décembre 2022 | Boise State (9-4)                                                     | 35 - 32                                                               | North Texas (7-6)                                                     | 15 801                                                                | MWC - C USA                                                           | Note  |
| 19 décembre 2023 | Roadrunners de l'UTSA (8-4)                                           | 35 - 17                                                               | Thundering Herd de Marshall (6-6)                                     | 11 251                                                                | AAC - Sun Belt                                                        | Note  |
| 17 décembre 2024 | #25 Memphis (10-2) - West Virginia (6-6)                              | #25 Memphis (10-2) - West Virginia (6-6)                              | #25 Memphis (10-2) - West Virginia (6-6)                              |                                                                       | AAC - Big 12                                                          | Note  |

Source

## Meilleurs joueurs (MVPs)
| Saisons | Systèmes                   | Joueurs                    | Postes                     | Équipes                    |
| 2017    | Attaque                    | J'Mar Smith                | Louisiana Tech             | QB                         |
| 2017    | Défense                    | Amik Robertson             | Louisiana Tech             | CB                         |
| 2018    | Attaque                    | A.J. Ouellette             | Ohio                       | RB                         |
| 2018    | Défense                    | Evan Croutch               | Ohio                       | LB                         |
| 2019    | Attaque                    | Dustin Crum                | Kent State                 | QB                         |
| 2019    | Défense                    | Qwuantrezz Knight          | Kent State                 | DB                         |
| 2020    | Édition annulée (Covid-19) | Édition annulée (Covid-19) | Édition annulée (Covid-19) | Édition annulée (Covid-19) |
| 2021    | Attaque                    | Jesse Matthews             | San Diego State            | WR                         |
| 2021    | Défense                    | CJ Baskerville             | San Diego State            | S                          |
| 2022    | Attaque                    | Taylen Green               | Boise State                | QB                         |
| 2022    | Défense                    | Ezekial Noa                | Boise State                | LB                         |
| 2023    | Attaque                    | Joshua Cephus              | UTSA                       | WR                         |
| 2023    | Défense                    | Kam Alexander              | UTSA                       | CB                         |

## Statistiques par équipes
| Rang | Équipes                      | Apparitions | G-(N)-P |
| 1    | Broncos de Boise State       | 1           | 1-0     |
| 1    | Golden Flashes de Kent State | 1           | 1-0     |
| 1    | Bulldogs de Louisiana Tech   | 1           | 1-0     |
| 1    | Bobcats de l'Ohio            | 1           | 1-0     |
| 5    | Aztecs de San Diego State    | 2           | 1-1     |
| 5    | Roadrunnners de l'UTSA       | 2           | 1-1     |
| 6    | Mean Green de North Texas    | 1           | 0-1     |
| 6    | Mustangs de SMU              | 1           | 0-1     |
| 6    | Aggies d'Utah State          | 1           | 0-1     |
| 6    | Thundering Herd de Marshall  | 1           | 0-1     |

## Statistiques par conférence
| Conférences | Gagnés | Perdus | %    | Saisons    | Saisons    |
| Conférences | Gagnés | Perdus | %    | Gagnées    | Perdues    |
| MAC         | 2      | 0      | 100  | 2018, 2019 | -          |
| C-USA       | 1      | 1      | 50,0 | 2017       | 2021       |
| MWC         | 2      | 2      | 50,0 | 2021, 2022 | 2018, 2019 |
| AAC         | 1      | 2      | 33,3 | 2023       | 2017, 2022 |
| SUN BELT    | 0      | 1      | 00,0 | -          | 2023       |

## Records
| Records relatifs aux équipes                      | |                |
| Types de record                                   | Record, équipes du match                                                                                   | Saison         |
| + de points inscrits (par 1 équipe)               | 51 points partagés : par Louisiana Tech contre SMU par Kent State contre Utah State                        | 2017 2019      |
| + de points inscrits (par 1 équipe ayant perdu)   | 41, par Utah State contre Kent State                                                                       | 2019           |
| + de points inscrits (total des 2 équipes)        | 92, lors du match Kent State contre Utah State                                                             | 2019           |
| - de points concédé (par 1 équipe)                | 0 point, par Ohio contre San Diego State                                                                   | 2018           |
| + large marge de victoire                         | 41 points, par Louisiana Tech contre SMU                                                                   | 2017           |
| + grand nombre de yards gagnés                    | 550, Kent State contre Utah State                                                                          | 2019           |
| + grand nombre de yards gagnés à la course        | 318, Boise State contre North Texas                                                                        | 2022           |
| + grand nombre de yards gagnés à la passe         | 333, San Diego State contre UTSA                                                                           | 2021           |
| + de 1st-down                                     | 31,San Diego State contre UTSA                                                                             | 2021           |
| - de yards concédés                               | 287 yards, par Ohio contre San Diego State                                                                 | 2018           |
| - de yards concédés à la course                   | 117, San Diego State contre UTSA                                                                           | 2021           |
| - de yards concédés à la passe                    | 127 yards, par Louisiana Tech contre SMU                                                                   | 2017           |
| Records relatifs aux joueurs                      | |                |
| Types de record                                   | Record, joueur, équipes du match                                                                           | Saison         |
| + grand nombre de yards gagnés                    | 256, Taylen Green (Boise State)                                                                            | 2022           |
| + grand nombre de Touchdowns inscrits             | 3, Taylen Green (Boise State)                                                                              | 2022           |
| + grand nombre de yards gagnés à la course        | 178, Ashton Jeanty (Boise State)                                                                           | 2022           |
| + grand nombre de touchdowns inscrits à la course | 2 TDs par : Nathan Rourke (Ohio) Taylen Green (Boise State) Ikaika Ragsdale (North Texas)                  | 2018 2022 2022 |
| + grand nombre de yards gagnés à la passe         | 333, Lucas Johnson (San Diego State)                                                                       | 2021           |
| + grand nombre de touchdowns inscrits à la passe  | 3 TDs partagés par : J'Mar Smith (Louisiana Tech) Jordan Love (Utah State) Lucas Johnson (San Diego State) | 2017 2019 2021 |
| + grand nombre de yards gagnés en réception       | 175, Jesse Matthews (San Diego State)                                                                      | 2021           |
| + grand nombre de réceptions de touchdown         | 2 partagés par : Teddy Veal (Louisiana Tech) Siaosi Mariner (Utah State) Jesse Matthews (San Diego State)  | 2017 2019 2021 |
| + grand nombre de tackles                         | 14, Troy Lefeged Jr. (Utah State)                                                                          | 2019           |
| + grand nombre de sacks                           | 2 par Nick Heninger (Utah State)                                                                           | 2019           |
| + grand nombre d'interception                     | 1, plusieurs joueurs                                                                                       |                |
| Records relatifs aux jeux                         | |                |
| Types de record                                   | Record, joueur, équipes du match                                                                           | Saison         |
| + long touchdown à la course                      | 57, Deven Thompkins (Utah State)                                                                           | 2019           |
| + long touchdown à la passe                       | 78, Dustin Crum to Isaiah McKoy (Kent State)                                                               | 2019           |
| + long retour de kickoff                          | 65 yards, Jaqwis Dancy (Louisiana Tech)                                                                    | 2017           |
| + long retour de punt                             | 30 yards, Kylan Nelson (Ohio)                                                                              | 2018           |
| + long retour d'interception                      | 52 yards, Ezekiel Noa (Boise State)                                                                        | 2022           |
| + long Punt                                       | 51 yards, Davan Dyer (Louisiana Tech)                                                                      | 2017           |
| + long Field goal                                 | 45, Dominik Eberle (Utah State)                                                                            | 2019           |